# Boyfriend (Justin Bieber)
Boyfriend is een nummer van de Canadese zanger Justin Bieber. Het is de eerste single van zijn derde studioalbum Believe. Op 1 maart 2012 werd tijdens The Ellen DeGeneres Show een fragment van het lied afgespeeld. Diezelfde dag werd bekendgemaakt dat het nummer als single zou uitkomen.

## Hitnoteringen

### VlaamseUltratop 50
| Hitnotering: 07-04-2012 t/m 28-07-2012 | Hitnotering: 07-04-2012 t/m 28-07-2012 | Hitnotering: 07-04-2012 t/m 28-07-2012 | Hitnotering: 07-04-2012 t/m 28-07-2012 | Hitnotering: 07-04-2012 t/m 28-07-2012 | Hitnotering: 07-04-2012 t/m 28-07-2012 | Hitnotering: 07-04-2012 t/m 28-07-2012 | Hitnotering: 07-04-2012 t/m 28-07-2012 | Hitnotering: 07-04-2012 t/m 28-07-2012 | Hitnotering: 07-04-2012 t/m 28-07-2012 | Hitnotering: 07-04-2012 t/m 28-07-2012 | Hitnotering: 07-04-2012 t/m 28-07-2012 | Hitnotering: 07-04-2012 t/m 28-07-2012 | Hitnotering: 07-04-2012 t/m 28-07-2012 | Hitnotering: 07-04-2012 t/m 28-07-2012 | Hitnotering: 07-04-2012 t/m 28-07-2012 | Hitnotering: 07-04-2012 t/m 28-07-2012 | Hitnotering: 07-04-2012 t/m 28-07-2012 | Hitnotering: 07-04-2012 t/m 28-07-2012 |
| Week:                                  | 1                                      | 2                                      | 3                                      | 4                                      | 5                                      | 6                                      | 7                                      | 8                                      | 9                                      | 10                                     | 11                                     | 12                                     | 13                                     | 14                                     | 15                                     | 16                                     | 17                                     |                                        |
| -------------------------------------- | -------------------------------------- | -------------------------------------- | -------------------------------------- | -------------------------------------- | -------------------------------------- | -------------------------------------- | -------------------------------------- | -------------------------------------- | -------------------------------------- | -------------------------------------- | -------------------------------------- | -------------------------------------- | -------------------------------------- | -------------------------------------- | -------------------------------------- | -------------------------------------- | -------------------------------------- | -------------------------------------- |
| Positie:                               | 18                                     | 44                                     | 45                                     | 37                                     | 34                                     | 28                                     | 19                                     | 19                                     | 23                                     | 22                                     | 23                                     | 19                                     | 19                                     | 20                                     | 34                                     | 42                                     | 47                                     | uit                                    |